# يوسف محمد مشعل
يوسف محمد مشعل لاعب كرة قدم مصري، يحترف حاليا بدوري نجوم قطر رفقة نادي الغرافة، حيث يحمل مع هذا الفريق الرقم 8.